# Mezzano (Ravenna)
Mezzano (Mzân in romagnolo) è una frazione del comune di Ravenna, capoluogo della omonima circoscrizione comunale. Il centro abitato ha una popolazione di 2.805 persone, mentre nel territorio della frazione vivono 4.809 abitanti.
Si trova a 11 km a nord di Ravenna, sulla destra del fiume Lamone. Quest'ultimo separa Mezzano da Glorie, frazione di Bagnacavallo sulla sinistra del fiume fino alla via Bassa Superiore. C'è una porzione di Mezzano anche a sinistra del Lamone (Nord), lungo la SS 16 Adriatica, che appartiene al Comune di Ravenna.
La circoscrizione comprende anche le località di Ammonite, Conventello, Grattacoppa, Savarna, Sant'Antonio e Torri.

## Toponimo
Il nome "Mezzano" deriva da "luogo di mezzo" o "località che sta nel mezzo" e può essere riferito a:
- Isolotti che emergevano saltuariamente dagli acquitrini della Valle Padusa, denominati "mezzane";
- Posizione dell'abitato, che dopo il 1441 si trovava al confine tra la Repubblica di Venezia e il Ducato di Ferrara;
- Presenza, nei pressi del paese, di una stazione di posta collocata a metà strada tra Ferrara e Rimini (meno probabile).

## Storia
L'esistenza di Mezzano in epoca medievale è attestata nella relazione intitolata Descriptio provinciæ Romandiolæ, redatta del legato pontificio cardinale Anglico de Grimoard e datata 9 ottobre 1371. Nella suddetta relazione è citato un minuscolo paese con appena otto focularia, "San Cristoforo" (antico nome di Mezzano), con in aggiunta una chiesa parrocchiale detta "chiesa del Mizano". San Cristoforo è tuttora il santo patrono del paese.
Fino al tutto il XV secolo, Mezzano fu circondata dalle valli, le distese di acquitrini che si estendevano su larga parte della bassa Ravennate. Una di esse era denominata proprio valle del Mizano. Lo sviluppo di Mezzano, borgo bracciantile, fu sempre legato all'andamento del fiume Lamone, che costeggiava l'abitato e andava a spagliare nelle valli. Nel 1504, quando il Ravennate era ancora sotto il dominio veneziano, il corso del fiume venne modificato e utilizzato per bonificare il terreno vallivo. Ulteriori bonifiche seguirono nel corso del XVI secolo sotto il dominio pontificio.
Nel XVIII secolo si diffuse, nelle terre bonificate, la coltura del riso. Nel 1813 erano in funzione a Mezzano due pilerie di riso. Nel 1871, Mezzano superò per la prima volta i mille abitanti. La Valle di Mezzano fu completamente bonificata alla fine del XIX secolo e successivamente il terreno fu adibito a colture in parte erbacee (cereali) e in parte arboree (viti e frutteto).
Un impulso decisivo allo sviluppo del paese fu dato dalla costruzione, nel 1908, dello zuccherificio, il terzo in ordine di tempo di tutta la provincia di Ravenna e destinato a lavorare 18.000 quintali di bietole al giorno. L'impianto assorbiva integralmente la produzione dei territori bonificati a nord e a nord-est dell'abitato (fino a Sant'Alberto). Nel 1926 era uno dei più grandi in Italia, con 380 operai e 1800 avventizi.
Le strade nelle vicinanze di Mezzano erano in prevalenza orientate dall'interno verso la costa, ma nel XVIII secolo venne costruita la "via della Bonificazione" (oggi via Reale, tratto della strada statale 16 Adriatica). Lungo questa via sorsero le case dell'attuale abitato, a servizio del quale, negli anni sessanta, venne costruita in posizione più centrale la nuova chiesa parrocchiale.

## Luoghi di interesse

Il Teatro di Mezzano in una foto d'anteguerra.

- Chiesa: nei pressi del fiume Lamone, ricostruita nel 1666.
- Teatro Italia: costruito agli inizi del XX secolo ad opera della Cooperativa Agricola Braccianti. Il teatro fu costruito con i risparmi dei braccianti, i quali (670 soci) riuscirono ad ottenere dalle banche un finanziamento di oltre un milione di lire. Il palcoscenico era adibito a rappresentazioni di opere liriche. Il progetto prevedeva che la parte sottostante dell'edificio fosse adibita a magazzino, per conservare il grano e il vino prodotto nelle campagne mezzanesi. Il teatro di Mezzano, in attività dal 1921, fu quindi un caso unico in Italia di luogo di cultura che fungeva anche da deposito di merci. Il magazzino svolse la sua funzione solo per un anno, poiché nel 1922 il partito fascista prese il potere e i nuovi padroni decisero di non utilizzare più la parte sottostante dell'edificio. L'attività del teatro, dopo l'interruzione durante la seconda guerra mondiale, proseguì fino ai primi anni ottanta, quando dovette essere chiuso per problemi di sicurezza causati dal cedimento di una trave di legno. Il teatro ha rischiato di scomparire dopo che la proprietà del terreno è stata ceduta, ma l'eventualità è stata evitata grazie a un comitato di mezzanesi costituitosi per l'occasione. Il comitato si batte ora per il restauro completo dell'edificio.
- Area Birdwatching: nei pressi dell'ex Zuccherificio.
- Treno della memoria: nei pressi dell'Arena di Piazza John Lennon. Treno dei primi anni del Novecento e monumento in ricordo dei partigiani e dei caduti di guerra.

## Eventi e ricorrenze
- Festa degli aquiloni sul fiume (marzo)
- Mezzano Estate: teatro, concerti, animazioni (da giugno ad agosto)
- Festa della birra (luglio)
- Sagra paesana (terza domenica di ottobre)
- Natale in piazza (domenica precedente il 25 dicembre)

## Economia
La facilità dei trasporti ha favorito lo sviluppo di attività commerciali e lo stabilimento di uno zuccherificio, in seguito dismesso. Nelle campagne si coltivano principalmente grano, barbabietola ed erba medica.
Le scuole richiamano bambini da tutto il comprensorio: dall'asilo nido alla scuola media inferiore.

## Infrastrutture e trasporti
L'abitato si trova lungo la strada statale 16 Adriatica e dal 1889 ha una stazione ferroviaria sulla linea Ferrara-Ravenna.
Risulta inoltre ben collegata a Ravenna e ai paesi limitrofi con linee di bus extraurbane.
Gli aeroporti più vicini sono quelli di Bologna, di Forlì e di Rimini.